# Philine gouldi
Philine gouldi is een slakkensoort uit de familie van de Philinidae. De wetenschappelijke naam van de soort is voor het eerst geldig gepubliceerd in 1918 door Doello-Jurado.